# Миколай (митрополит Київський)
Святи́тель Микола́й (†1104) — митрополит Київський (1092—1104) і всієї Русі.
Миколай за походженням був грек. Його називали київським чудотворцем. 1102 року Митрополит був відкликаний до Греції, де помер 1104 року.
На Русі виступав як посередник у міжкнязівських конфліктах. 1097 заступився за київського князя Святополка Ізяславича, проти якого після осліплення Святополком Ізяславичем та волинським князем Давидом Ігоровичем теребовльського князя Василька Ростиславича виступив переяславський князь Володимир Мономах. 1101 він заступився за князя Берестя Ярослава Ярополчича, схопленого за наказом його дядька київського князя Святополка Ізяславича.